# يو إس إس كونستيتيوشن

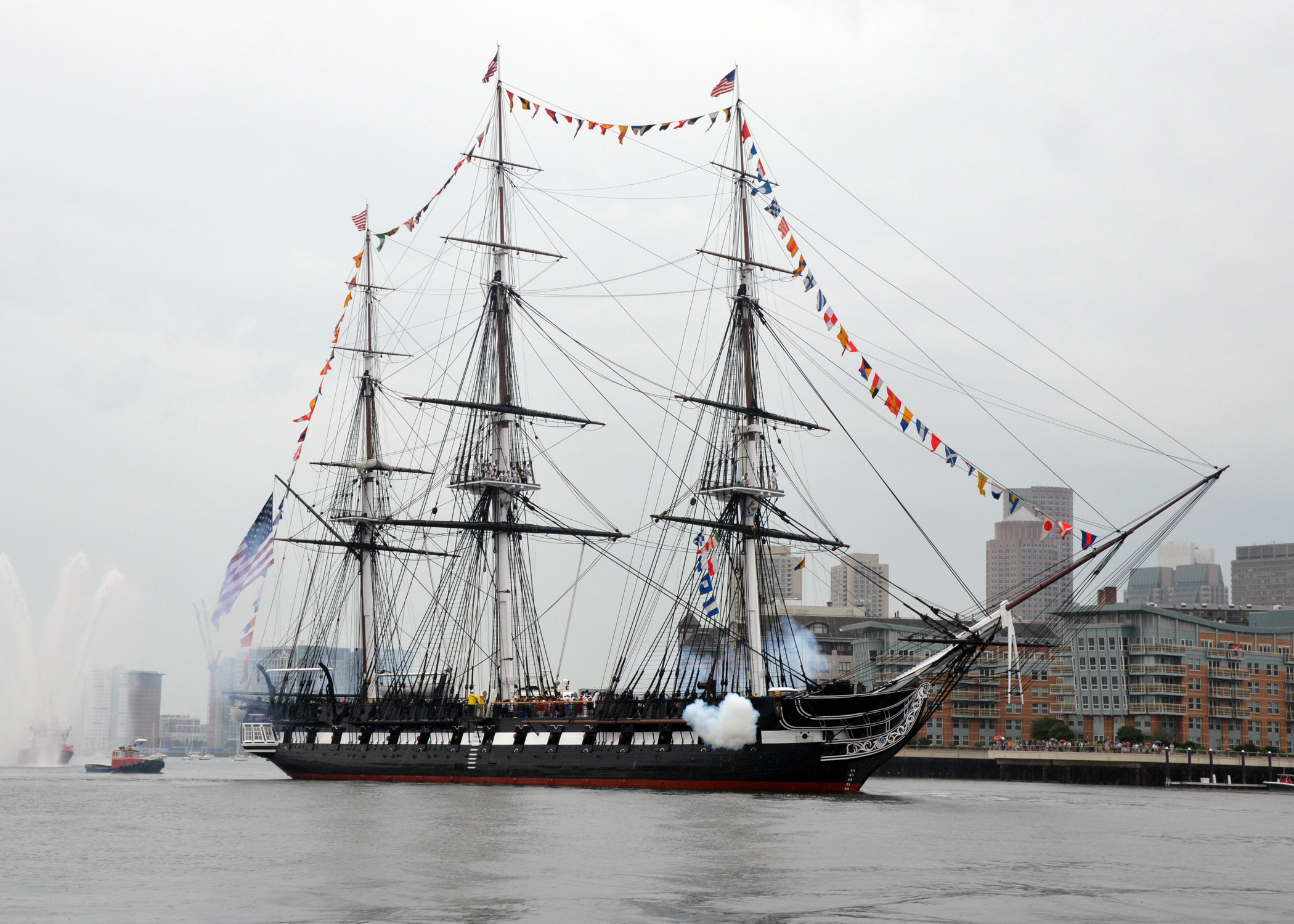
يو إس إس كونستيتيوشن تطلق تحية 17 مدفعية بالقرب من قاعدة خفر السواحل في ميناء بوسطن.

يو إس إس كونستيتيوشن (بالإنجليزية: USS Constitution)‏ هي فرقاطة ذات جسم خشبي تابعة للبحرية الأمريكية تم تسميتها من قبل الرئيس جورج واشنطن على اسم دستور الولايات المتحدة. تعتبر هذه السفينة أقدم سفينة بحرية عاملة في العالم، حيث تم إطلاقها في عام 1797 كواحدة من ست سفن في البداية. كانت أولى مهام السفينة هو تزويد الحماية لسفن التجارة الأمريكية أثناء شبه الحرب مع فرنسا ولتدحض الجهاد البحري في حرب طرابلس.
كانت أكثر فاعلية للسفينة خلال حرب 1812 ضد المملكة المتحدة، حيث قامت بالقبض على عدد كبير من السفن التجارية بالإضافة إلى هزيمة خمس سفن حرب بريطانية. استمرت السفينة بالخدمة كسفينة قائد في البحر الأبيض المتوسط ومحيط أفريقيا ودارت حول العالم في عقد 1840. خدمت السفينة أثناء الحرب الأهلية الأمريكية كسفينة تدريب للأكاديمية البحرية الأمريكية. لاحقا قامت بحمل الأعمال الفنية والصناعية الأمريكية إلى معرض باريس عام 1878.
تقاعدت السفينة من العمل في عام 1881، وعملت كسفينة مستقبلة حتى تم تحويلها إلى سفينة متحف عام 1907. في عام 1934 أتمت رحلة إلى تسعين ميناء حول الولايات المتحدة في مدة ثلاث أعوام. كان آخر إبحار للسفينة بطاقتها الذاتية في أغسطس عام 2012 للاحتفال بنصرها على باخرة غورير البريطانية.
مهمة السفينة اليوم هو رفع مستوى الفهم لمهمة البحرية في الحرب والسلم من خلال البعثات التعليمية، والعرض التاريخي، والمشاركة الفعالة في المحافل العامة. يضم طاقمها 60 ضابطا وبحارا من البحرية الأمريكية يشاركون في الفعاليات والبرامج التعليمية ويعملون على صيانة السفينة للزيارات العامة. السفينة حاليا موجودة في ميناء بوسطن، ماساتشوستس.

## معرض صور

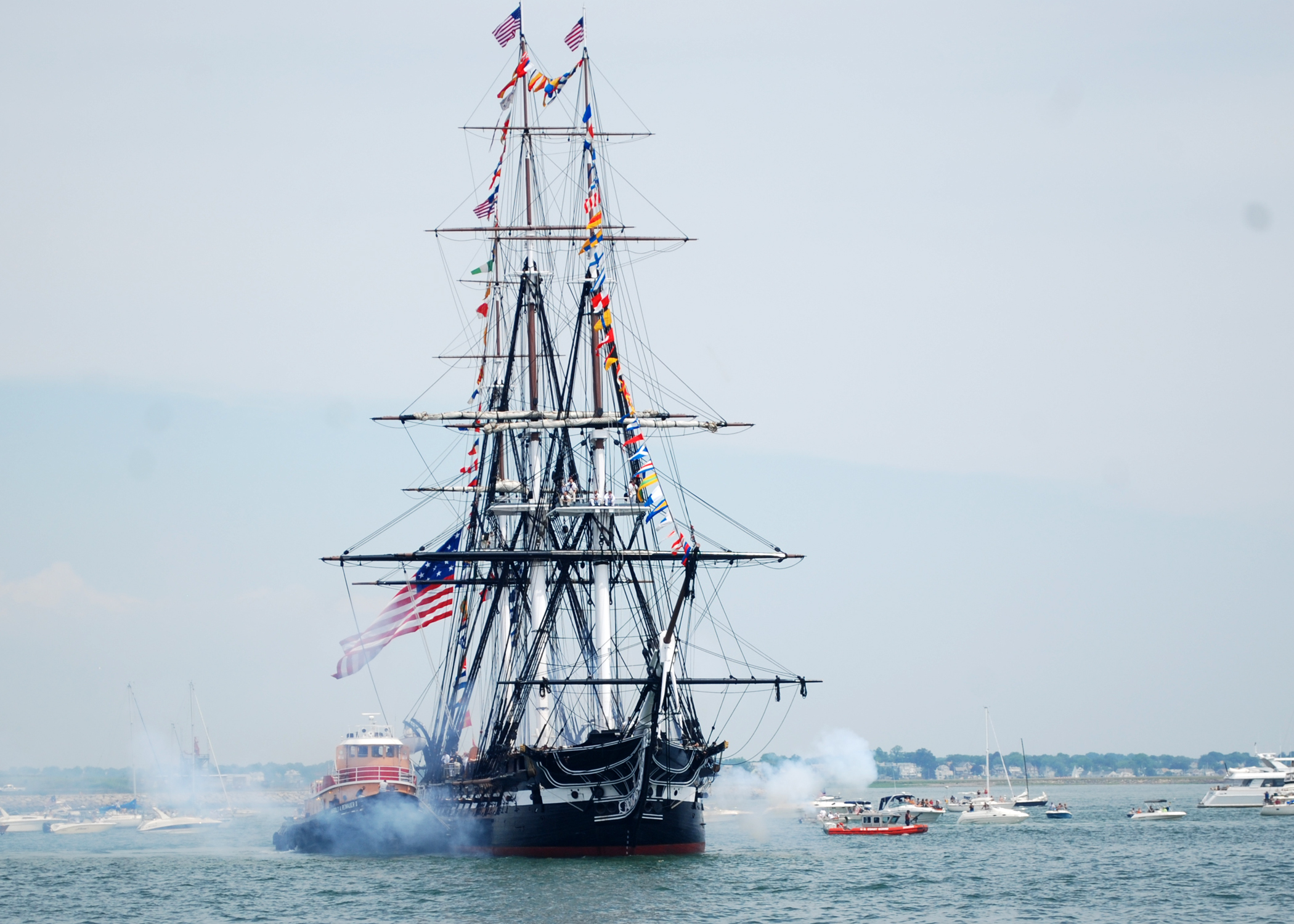
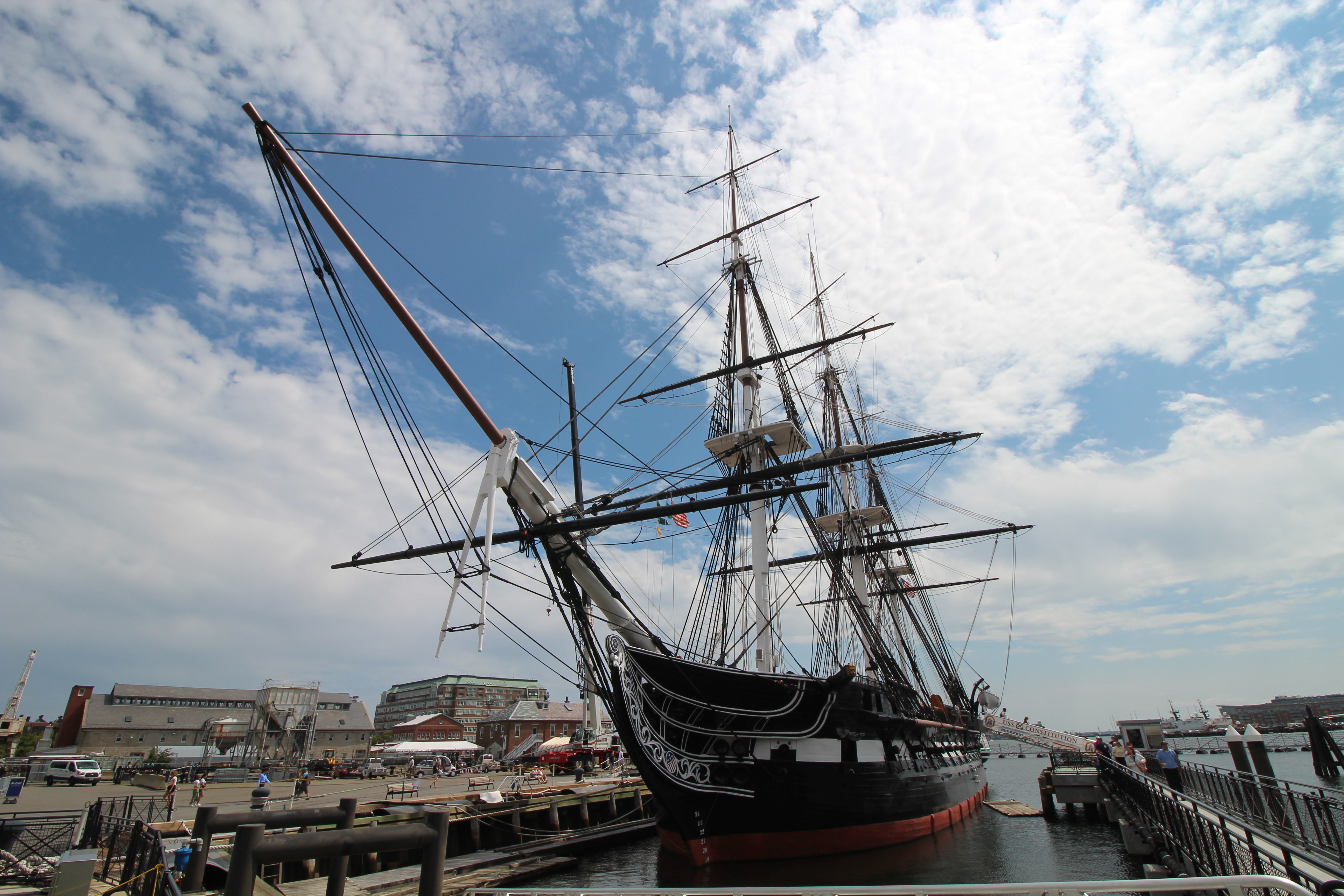
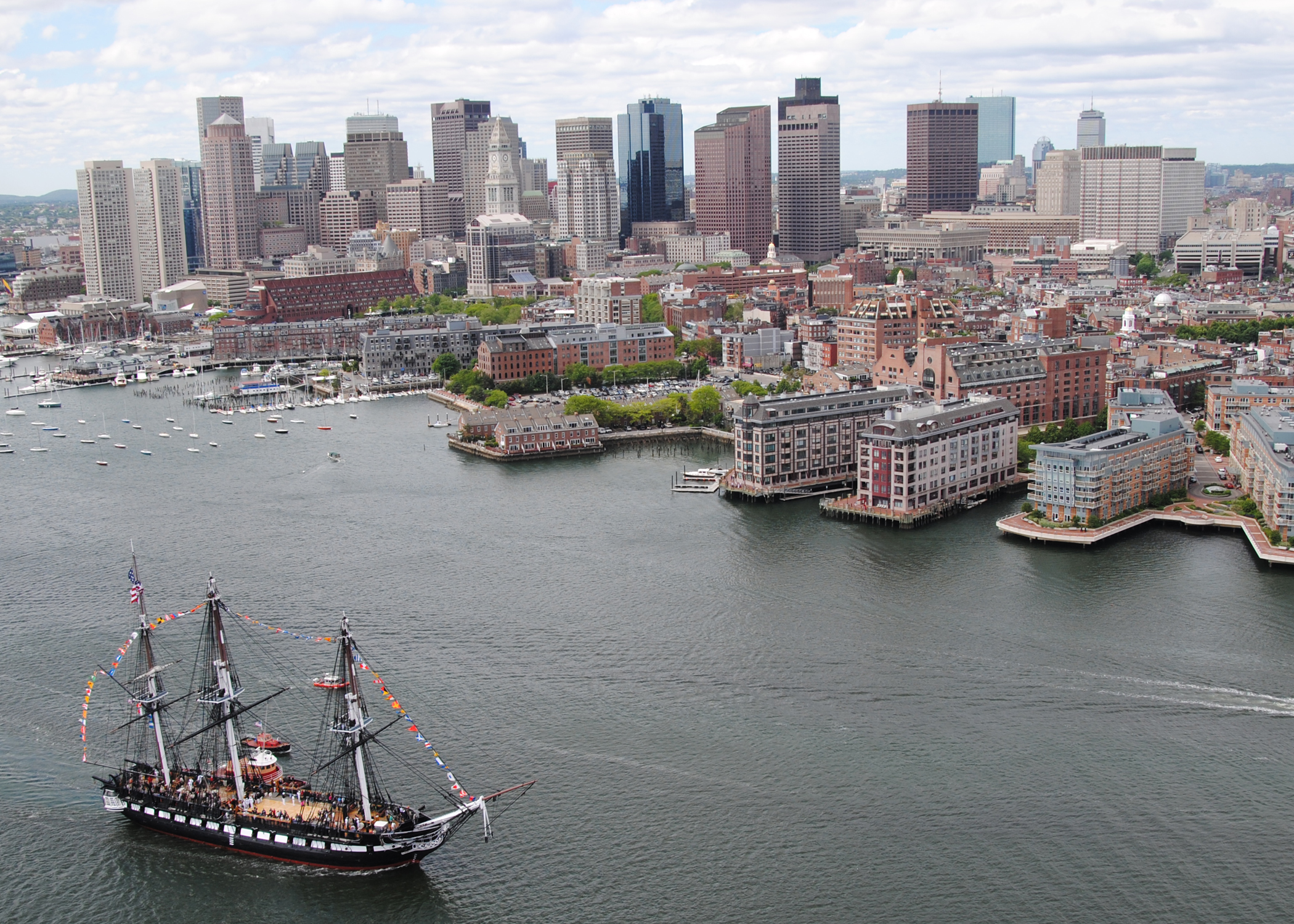
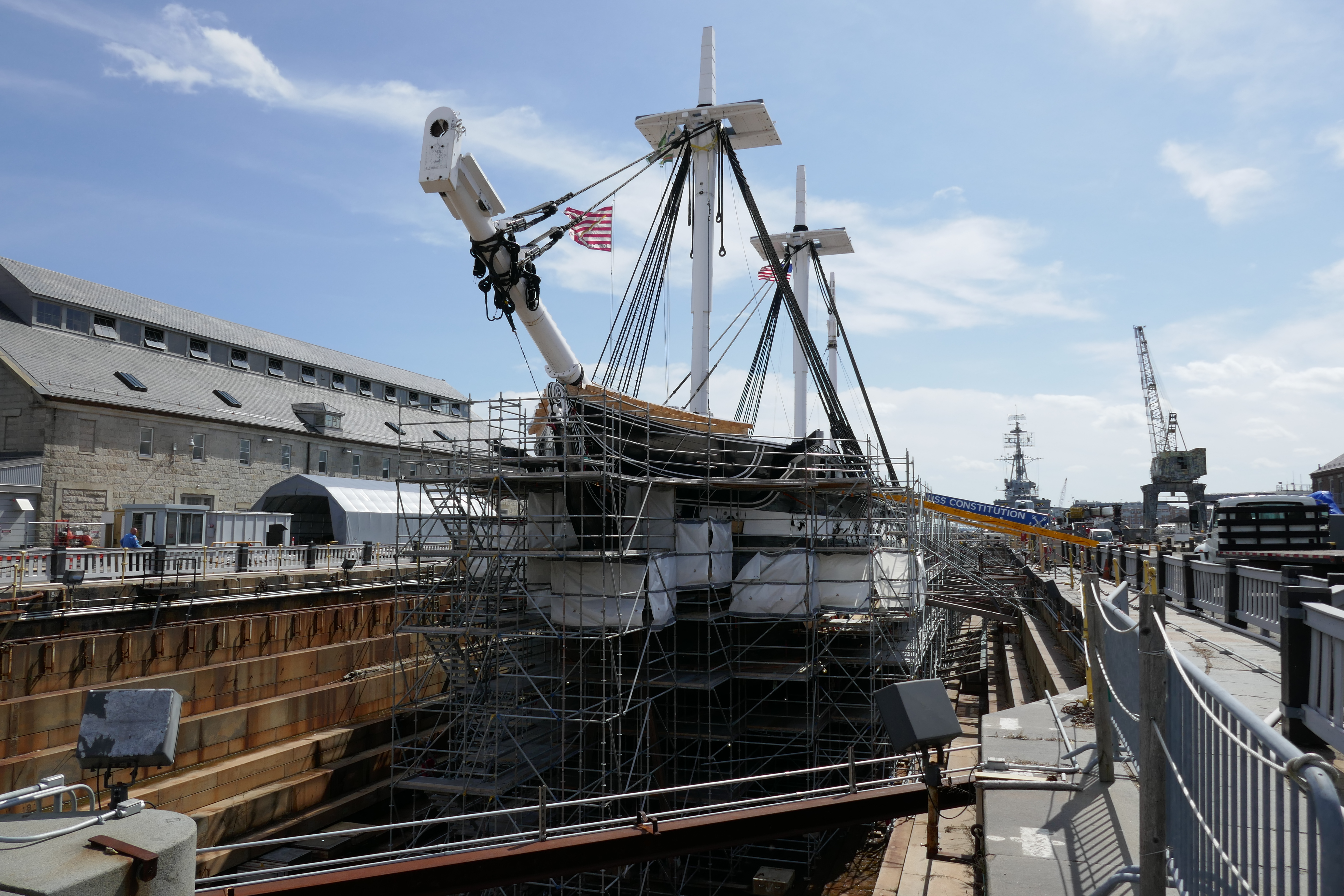
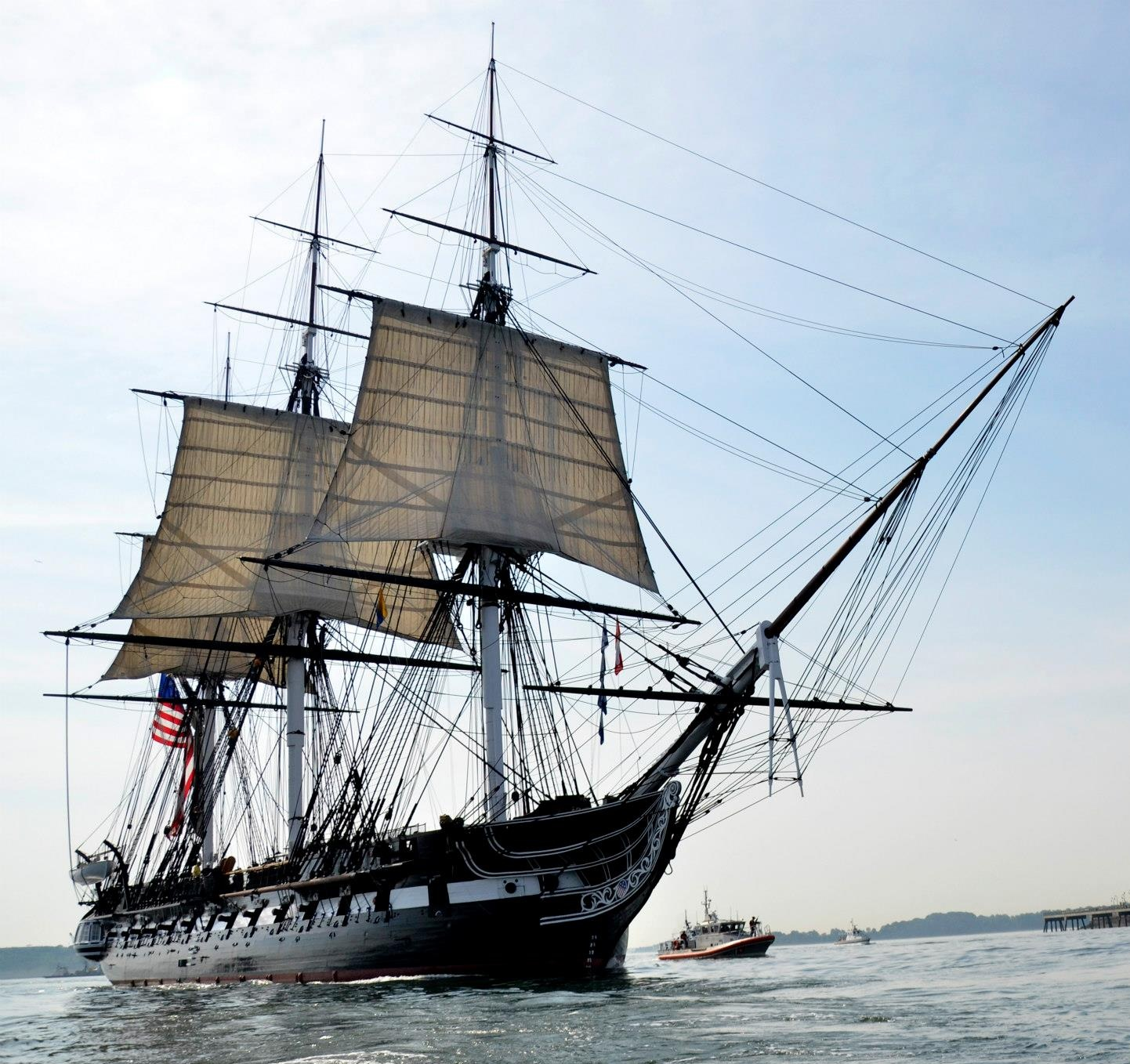
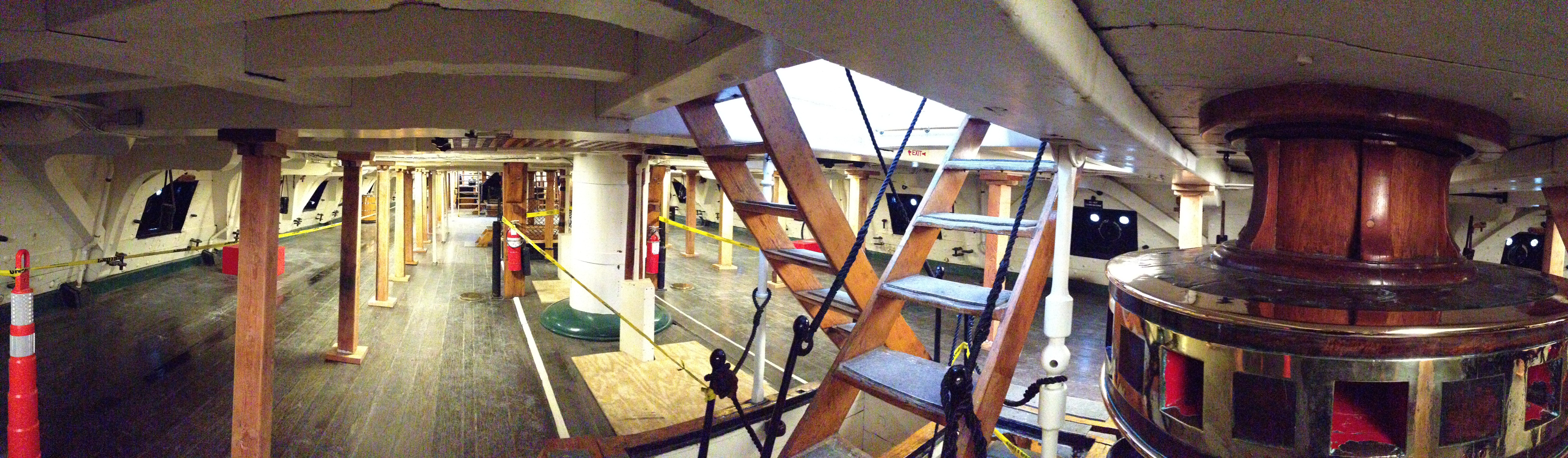

## اقرأ أيضا
- سفينة شراعية